# 庇護八世
庇護八世（拉丁語：Pius PP. VIII；1761年11月20日—1830年12月1日）原名方濟各·沙勿略·卡斯蒂廖尼（Francesco Saverio Castiglioni），1829年3月31日當選教宗，同年4月5日即位至1830年11月30日為止。
他於教宗國欽戈利地區出生，他在那裡學習了教會法規。他於1800年晉升為蒙塔爾托教區主教。他拒絕發誓忠誠拿破崙後被俘虜到法國。法蘭西第一帝國滅亡後，他於1816年晉升為樞機。
他以後擔任各種各樣的高級職務。教宗良十二世逝世後，他在教宗選舉秘密會議中當選教宗。采用「庇護八世」為自己的名號後，他進行了教會改革。1829年5月24日，他發布了《汝等獲授之謙遜》通諭。他於1830年3月25日發表的《改變之信》（Litteris altero）宗座簡函中譴責了聖經會社和秘密協會。英國在他發布通諭期間通過了《舊教解禁法案》，法國亦發生七月革命。他支持路易·菲利蒲為法國國王（因為他維護教會的獨立和自主）。教宗庇護八世容忍了德國婚姻混雜的情況，但反對愛爾蘭和波蘭自由化的傾向。
庇護八世在位不足兩年就逝世主要是由于他糟糕的健康状况，有谣言指出他是被毒害的，然而并无证据支撑这一点。

## 譯名列表
- 碧岳八世：香港天主教教區檔案　歷任教宗作碧岳。
- 庇護八世：天主教香港教區禮儀委員會：禧年專頁 （页面存档备份，存于）、《大英簡明百科知識庫》2005年版[永久]、《世界人名翻譯大辭典》1993年版作庇護。